# دوري اسطنبول لكرة القدم 1920–21
دوري اسطنبول لكرة القدم 1920–21 هو موسم من دوري اسطنبول لكرة القدم ‏. فاز فيه نادي فناربخشه.